# 푸쑤언

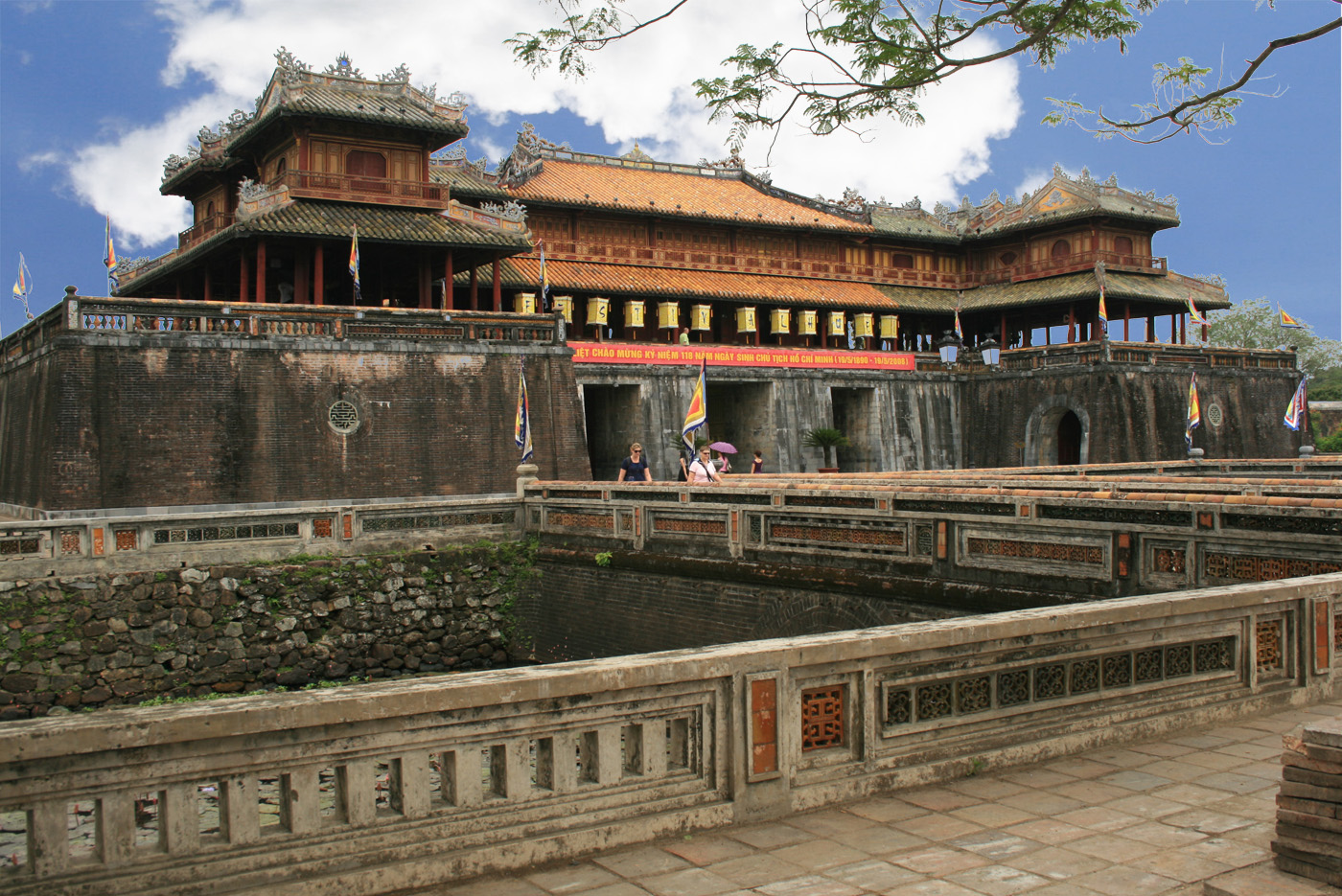
푸쑤언의 대표적인 유적지인 응오문.

푸쑤언(베트남어: Phú Xuân, 한국 한자: 富春)은 응우옌 주와 떠이선 왕조, 그리고 응우옌 왕조가 수도로 삼았던 곳으로, 이후 후에로 명칭이 변경되었다.